# Scirtes nigerpalpus
Scirtes nigerpalpus es una especie de coleóptero de la familia Scirtidae.

## Distribución geográfica
Habita en el oeste de Australia.